# Kochgeschirr

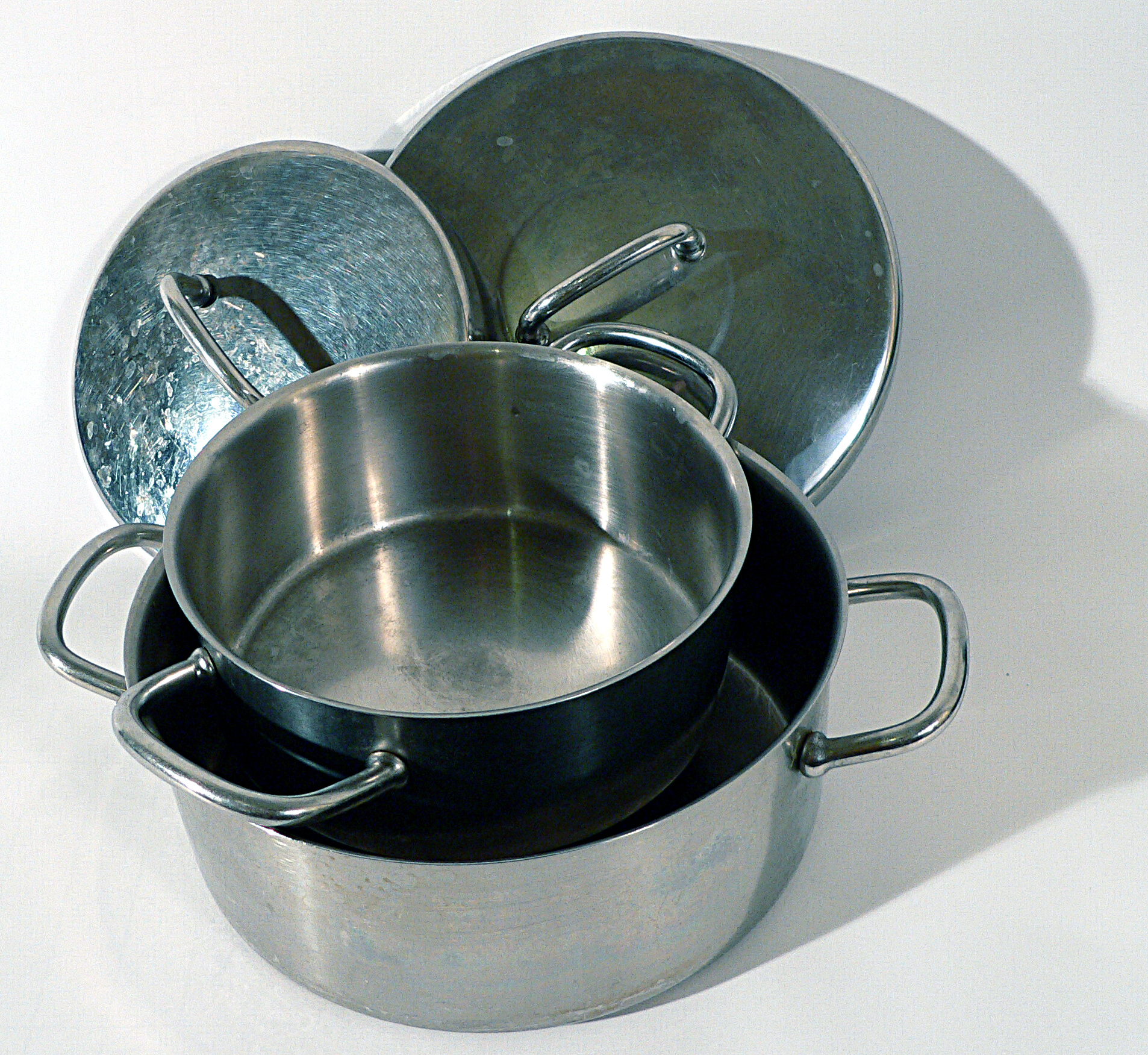
Edelstahltöpfe

Kochgeschirr (von mittelhochdeutsch geschirre, „Gefäß, Geschirr“) ist der Sammelbegriff für alle Küchengeräte, die zur Zubereitung warmer Speisen dienen, wobei Kochgeräte (Herde oder Kocher) die Hitze erzeugen. Als Kochgeschirr im erweiterten Sinne gelten auch Gefäße, die für das Braten, Backen und für andere Formen der Nahrungszubereitung durch Hitzebehandlung (→ Gartechnik) dienen. Zu den bekanntesten Gefäßen, die zum Kochgeschirr zählen, gehören der Kochtopf, die Bratpfanne und der Bräter. Weitere verbreitete Formen sind der Kochkessel und die Kasserolle. Aus asiatischen Ländern ist der Wok bekannt. Weltweit gibt es zahlreiche Varianten von Kochgeschirr. Einige davon haben eine lange Entwicklungsgeschichte, manche sind hochspezialisiert und für die Zubereitung nur einer bestimmten Speise oder für die Verwendung auf einer bestimmten Herdform konstruiert.
Im militärischen Sprachgebrauch werden in Deutschland Henkeltöpfe in Form der Gamelle ebenfalls als Kochgeschirr bezeichnet. Kochgeschirre zum Essenstransport gehören seit Anfang des 20. Jahrhunderts in Deutschland, der Schweiz, Österreich, Italien, Dänemark, Norwegen, Schweden und Finnland zur persönlichen Standardausrüstung von Soldaten. 

## Funktionsprinzip
Abgesehen von der alten Methode des Kochens auf einem Holz- oder Kohlenfeuer gibt es drei verbreitete Methoden zur Wärmeerzeugung beim Kochen: die offene Flamme, die elektrisch betriebene Kochplatte (auch keramisches Kochfeld) sowie das Induktionskochfeld. Das Kochgeschirr muss für die jeweilige Methode geeignet sein und es gibt die folgende Abwärtskompatibilität (keine Aufwärtskompatibilität):
- Kochgeschirr für Induktionskochfelder
- Kochgeschirr für elektrische Kochplatten und keramische elektrische Kochfelder
- Kochgeschirr für die offene Flamme

Das Kochen auf einer offenen Flamme stellt die geringsten Anforderungen an die Bauweise des Kochgeschirrs – selbst in einer geöffneten Konservendose lassen sich Wasser, Suppen, Eintöpfe und anderes zum Kochen bringen. Kochgeschirr für elektrische beziehungsweise keramische Kochfelder benötigt eine idealerweise vollständig ebene Unterseite, weil jeder Luftspalt zwischen dem Geschirr und der Kochplatte die Wärmeübertragung erheblich verschlechtert. Der Boden solchen Kochgeschirrs muss so stark gebaut sein, dass er einer Deformation durch Hitze widersteht. Im Boden des Kochgeschirrs für Induktionskochfelder befindet sich ferromagnetisches Material.

## Werkstoffe

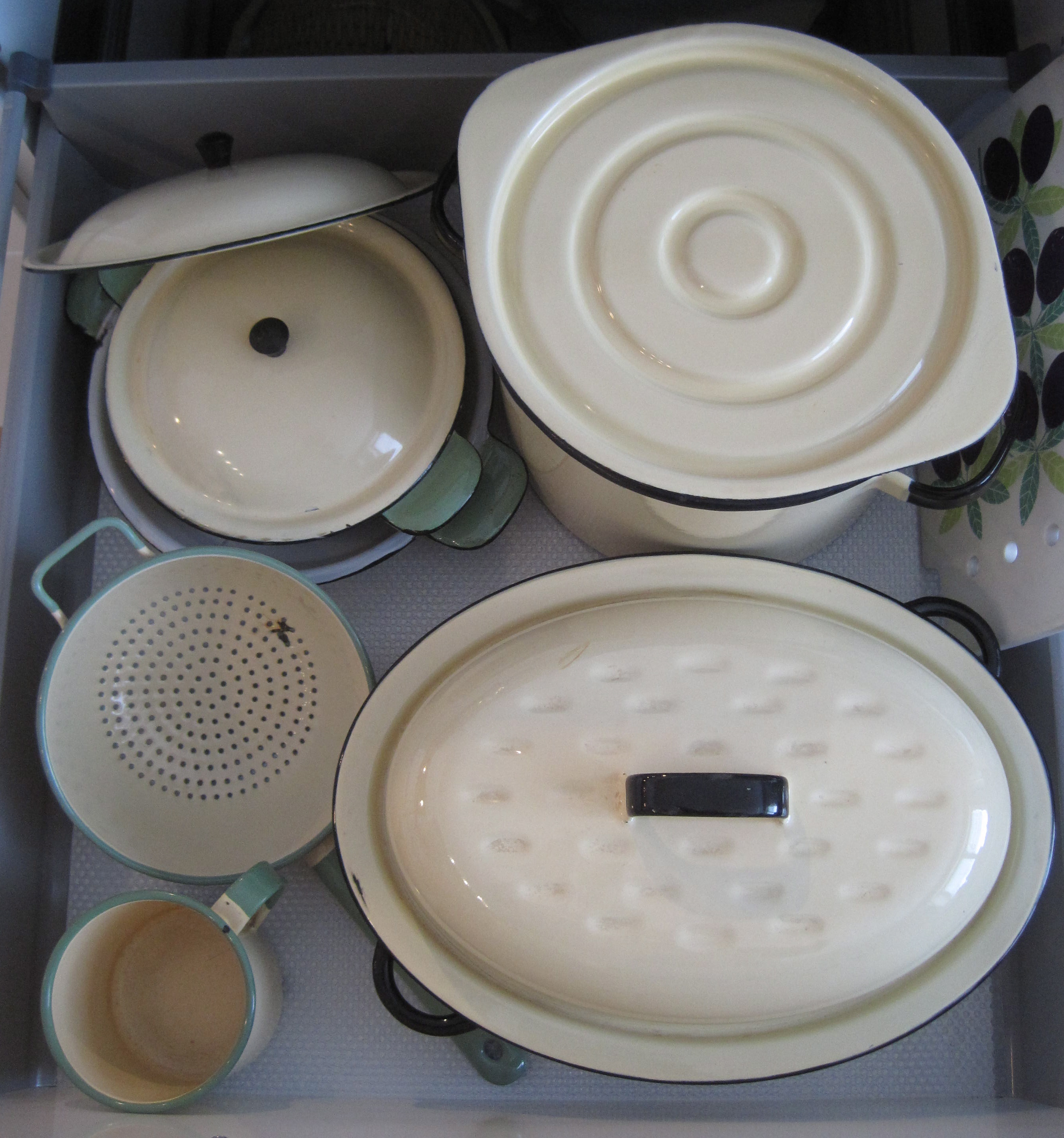
Emailliertes Kochgeschirr

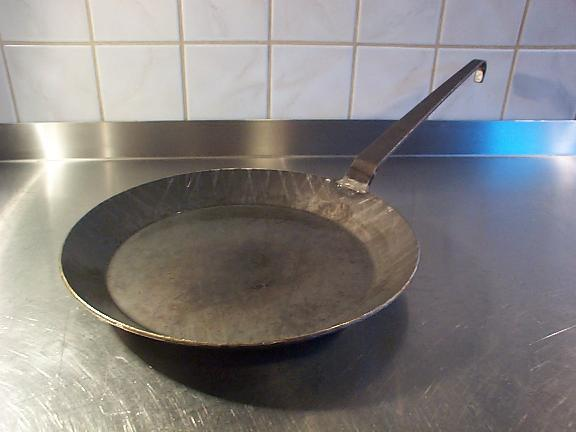
Gesenkgeschmiedete Bratpfanne aus Eisen

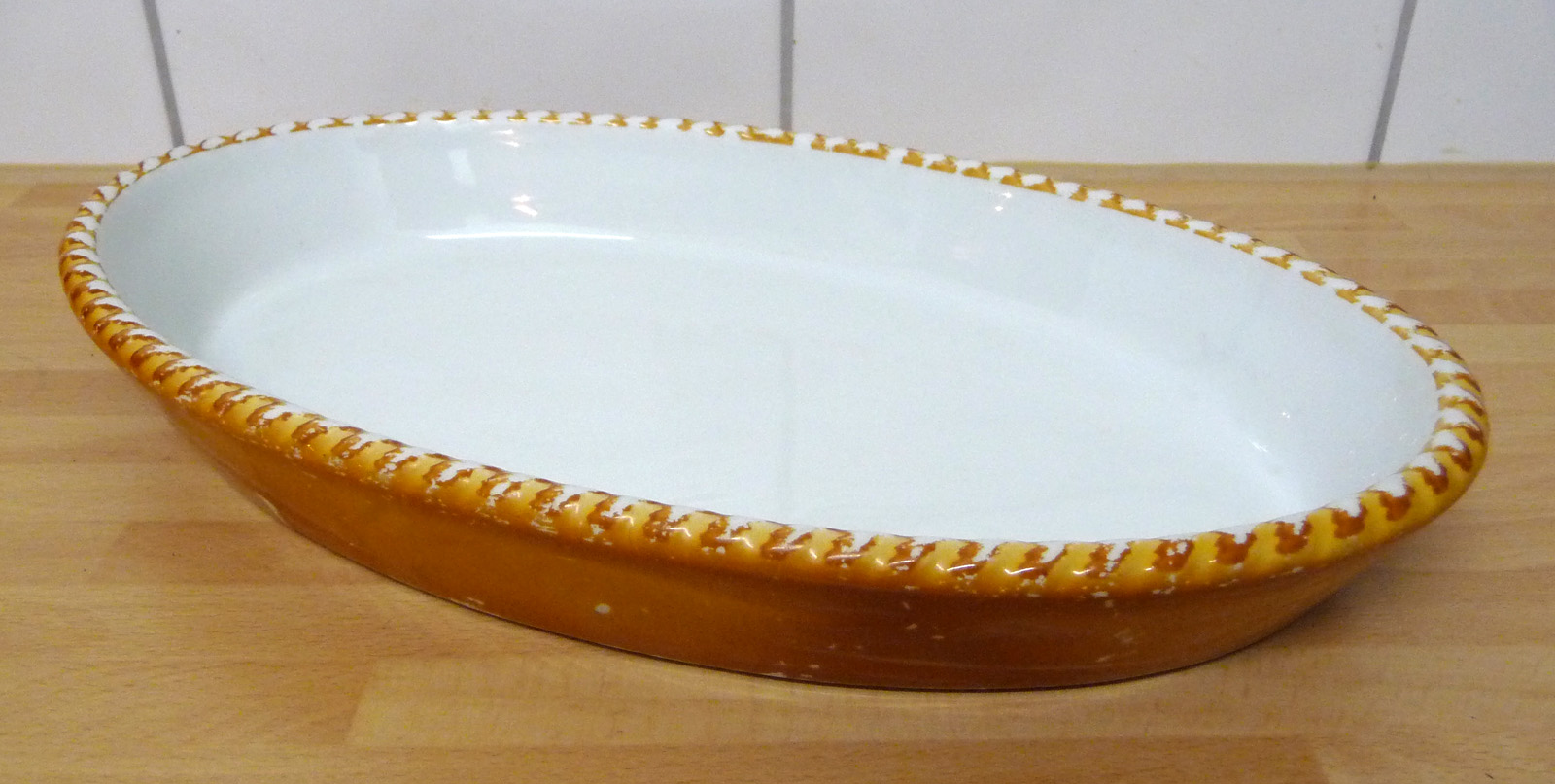
Auflaufform aus Keramik

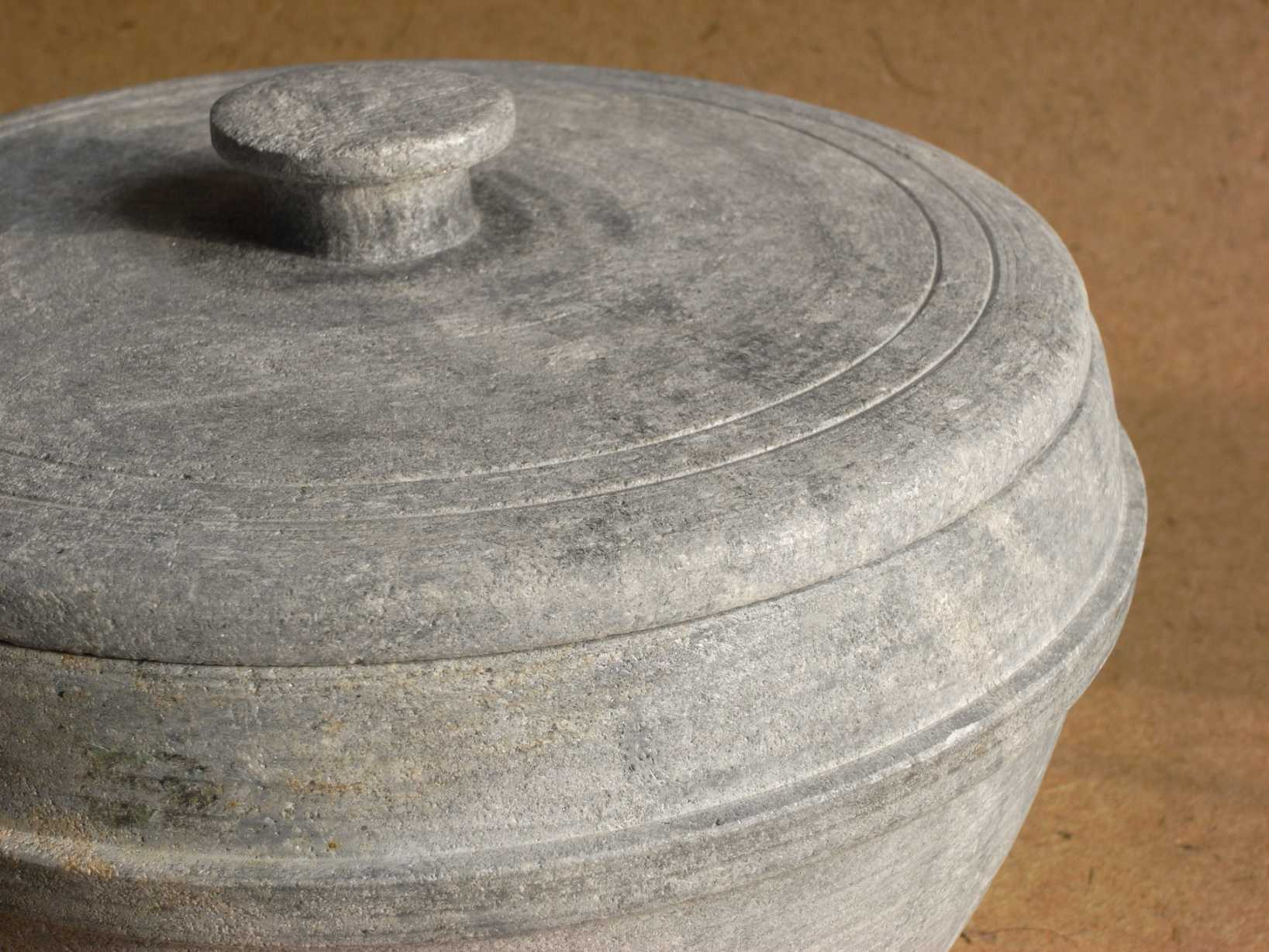
Specksteintopf mit Deckel

Wegen der Wärmeleitfähigkeit bestehen Kochtöpfe und Bratpfannen meist aus metallischen Werkstoffen. Als Standardwerkstoff für Kochtöpfe hat sich aufgrund seiner Korrosionsbeständigkeit rostfreier Edelstahl durchgesetzt (siehe Foto oben). Kochtöpfe aus der Stahlsorte Chrom-Nickel 18/10 gelten als pflegeleicht, robust und langlebig. Bevor die Edelstahltöpfe ihre heutige weite Verbreitung fanden, bestanden Kochtöpfe und Bratpfannen häufig aus emailliertem, unlegiertem Stahlblech. Ein Nachteil emaillierter Kochtöpfe einfacher Bauart besteht in der Anfälligkeit gegen Beschädigungen: bei Stößen können Teile der Emailleschicht abplatzen. Emailliertes Kochgeschirr ist wegen der nicht plangeschliffenen Böden der Gefäße, deren Materialstärke selten höher ist als die der Außenwand, auch weniger für elektrische Kochplatten geeignet. Traditionell hergestelltes emailliertes Kochgeschirr eignet sich am ehesten für den Gebrauch auf Gasherden. Es gibt jedoch hochwertiges emailliertes Kochgeschirr mit aufwändig konstruiertem Boden für alle Herdarten. Solche Töpfe bieten eine besondere Sicherheit gegen die Abgabe von Spurenelementen in die Speisen beim Kochen.
Bei Bratpfannen kommen verschiedene Werkstoffe zur Anwendung: Außer aus Stahlblech oder Edelstahlblech werden Bratpfannen auch aus Aluminiumblech, Aluminiumguss, Gusseisen oder Schmiedeeisen hergestellt. Häufiger als Kochtöpfe haben Bratpfannen nichtmetallische Beschichtungen – besonders Beschichtungen aus Teflon und andere Antihaftbeschichtungen, um das Anbrennen der darin zubereiteten Speisen zu verhindern – haben bei Bratpfannen eine große Verbreitung gefunden. Deckel für Bratpfannen sind – soweit vorhanden – häufig aus demselben Material wie das zugehörige Unterteil. Da beim Deckel die hohe Wärmeleitfähigkeit keinen besonderen Vorteil darstellt, gibt es auch Pfannendeckel aus hitzebeständigem Glas (zum Beispiel Borosilikatglas). Ein Nachteil solcher Deckel besteht in deren gegenüber anderen Materialien höherer Zerbrechlichkeit.
Bei der Werkstoffauswahl für die Griffe von Töpfen, Pfannen und Deckeln gibt es einen Zielkonflikt: Soll das Kochgeschirr möglichst robust und langlebig sein, dann ist der Werkstoff für die Griffe meistens identisch mit dem zugehörigen Topf, der Pfanne oder dem Deckel – also Metall. Die gute Wärmeleitfähigkeit ist beim Griff ein Nachteil, der wegen der Langlebigkeit in Kauf genommen wird. Für die Handhabung werden oft Topflappen eingesetzt. Griffe aus Kunststoff, Holz oder anderen nichtmetallischen Werkstoffen bieten wegen der geringen Wärmeleitfähigkeit zwar einen deutlichen Vorteil bei der Handhabung, haben aber nur selten dieselbe Langlebigkeit wie ein Griff aus Metall.
Beim Zubereiten von Speisen im Backofen wird die Wärme nicht nur der Unterseite eines Gefäßes, sondern allen Seiten und bei offenen Gefäßen auch direkt der Oberfläche der Speise zugeführt. Aus diesem Grund bestehen Backformen oft aus Keramik oder hitzebeständigem Glas. Ein hochwertiger Werkstoff mit besonders langer Wärmespeicherung ist Speckstein; eine weitere Besonderheit ist der aus unglasiertem Ton gefertigte Römertopf. Kuchenformen bestehen meist aus Stahlblech (verzinnt oder mit Antihaftbeschichtung), weil die Bildung einer Kondensschicht auf der Innenseite nach dem Backen zur leichteren Entformung besonders erwünscht ist.
Kupferblech war seit dem Beginn der Nutzung von Metallen durch den Menschen ein wichtiger Werkstoff für Kochgeschirr, wurde aber in der Neuzeit weitgehend verdrängt. Wegen der extrem guten Wärmeleitfähigkeit kommt Kupfer noch als Werkstoff für hochwertiges Kochgeschirr vor, dann aber meistens mit Überzügen aus anderen Metallen zum Beispiel Silber, Zinn oder Edelstahl.

## Fertigungstechnik
Zur Herstellung von Kochgeschirr werden vielfältige Fertigungstechniken eingesetzt. Die wichtigsten Verfahren sind die Umformtechnik, wenn das Kochgeschirr aus Blech hergestellt wird und die Urformtechnik, wenn es aus Aluminiumguss oder aus Gusseisen besteht. Bei hochwertigen Bratpfannen kommt vereinzelt noch die alte Handwerkstechnik des Freihand-Schmiedens zum Einsatz; solche Pfannen bestehen in der Regel aus nur einem Werkstück. Einfachere Eisenpfannen werden meist unter dem Gesenk geschmiedet; der separat hergestellte Pfannenstiel wird angeschweißt. Bei maschinell hergestelltem Kochgeschirr werden zusätzlich verschiedene Beschichtungsverfahren eingesetzt, zum Beispiel Emaillieren oder Beschichten mit PTFE sowie verschiedene Verfahren der Fügetechnik, zum Beispiel Schweißen oder Verschrauben.

## Besondere Formen und Anwendungen

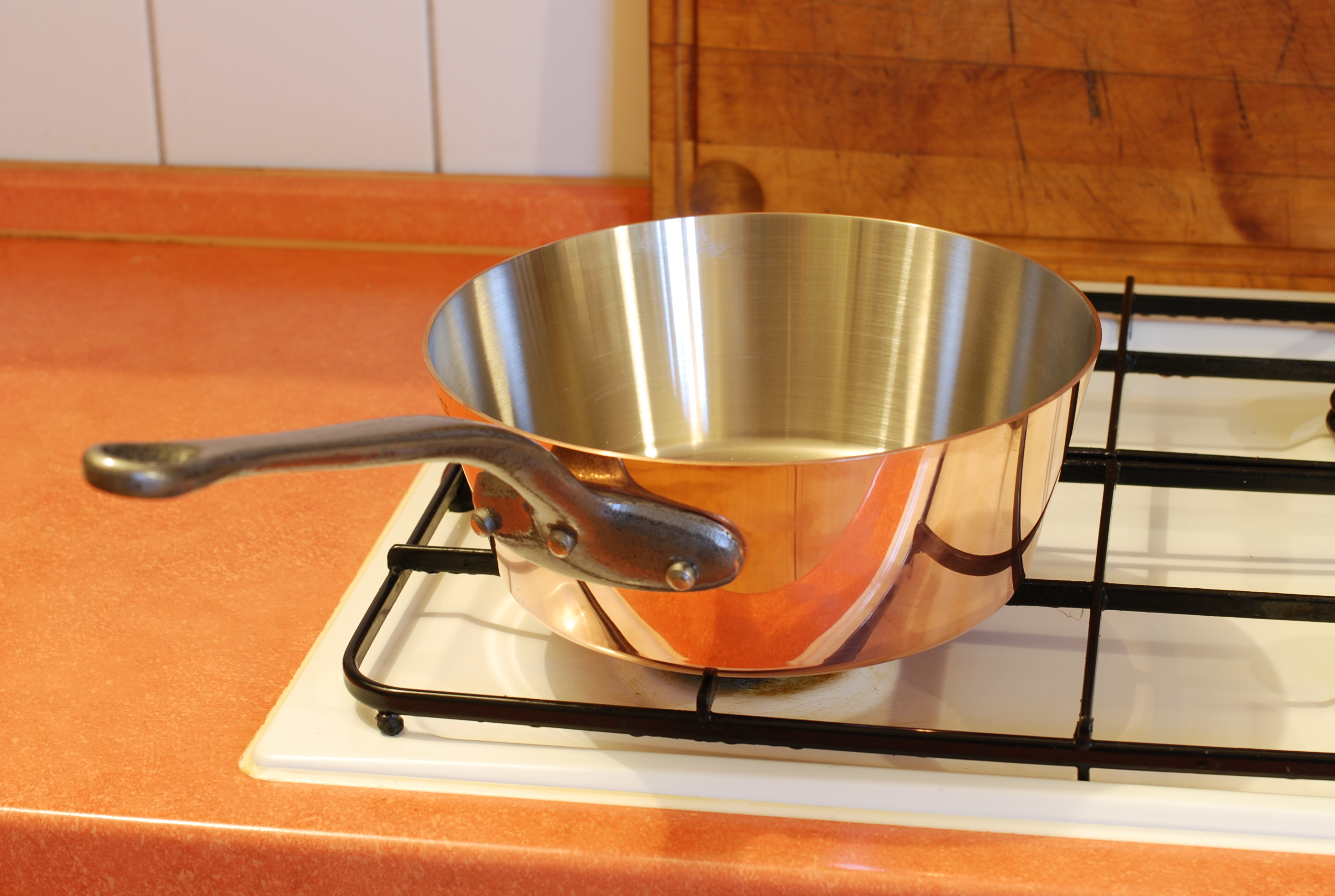
Sauteuse aus Kupfer mit Stiel aus Gusseisen, hier auf einem Gasherd

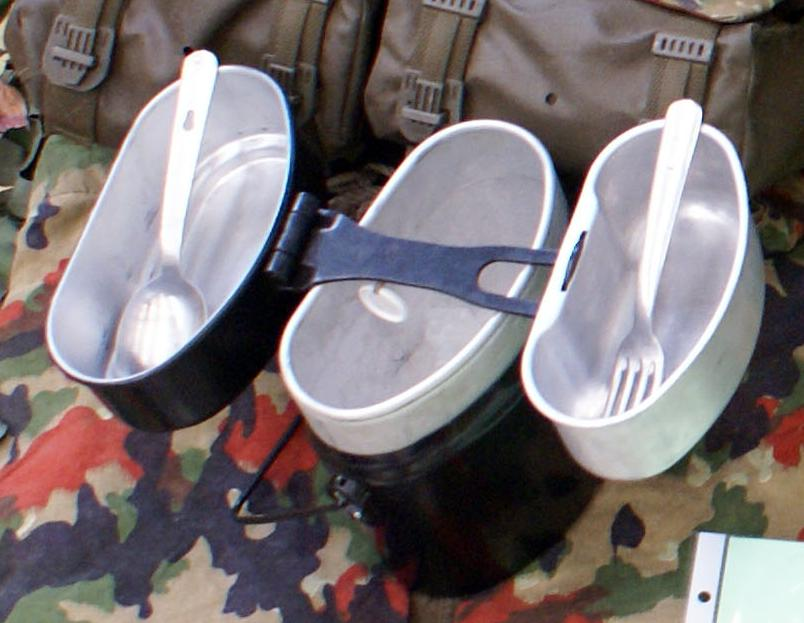
Schweizer Gamelle

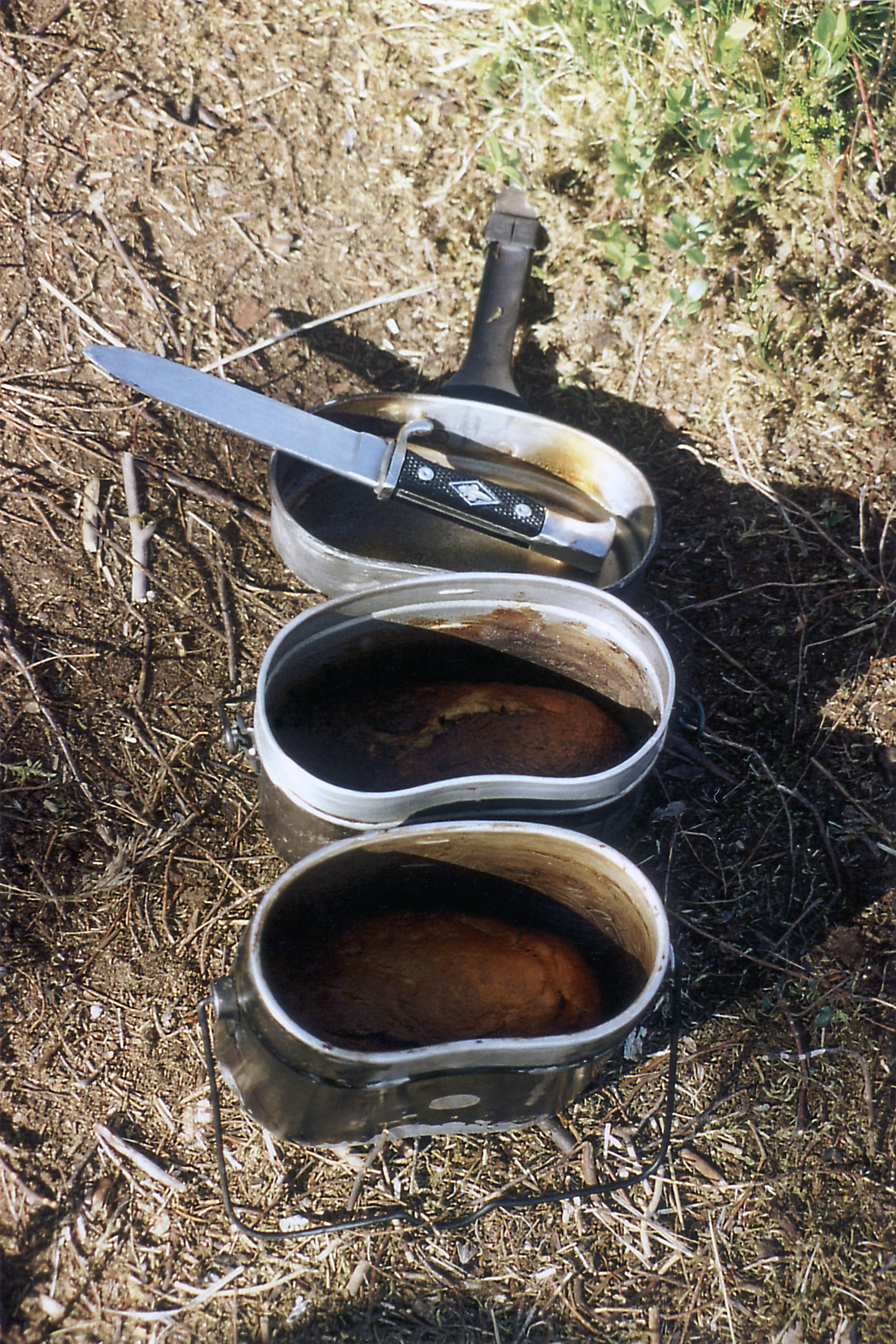
Deutsche Kochgeschirre (NVA und Bundeswehr) mit darin gebackenem Brot

Neben verschiedenen Formen von Kochgeschirr für den Haushalt gibt es zahlreiche Spezialanfertigungen für unterschiedliche Einsatzbereiche und deren Anforderungen:
- Kochgeschirr für Gastronomie und Profiköche besteht häufig aus besonders hochwertigen Materialien – zum Beispiel aus Kupferblech mit Edelstahl-Auskleidung der Innenwände und Griffen aus Gusseisen.
- Dampfkochtöpfe für Haushalt und Gastronomie. Durch einen leichten Überdruck wird die Siedetemperatur in diesen Töpfen um einige °C angehoben. Dies führt zur Verringerung von Kochzeit und Energieverbrauch.
- Kochgeschirr für Camping und Outdoor-Aktivitäten: Zur Gewichtseinsparung beim Transport wird dafür meistens dünnes Aluminium- oder Edelstahlblech verwendet. Solches Geschirr ist am ehesten für das Kochen auf offener Flamme (auf mit Flüssigbrennstoffen betriebenen mobilen Kochern und auf Lagerfeuern) geeignet.
- Großküchen verwenden Kochgeschirr von entsprechendem Volumen, zum Beispiel Kochkessel.
- Beim Militär sind für Feldküchen großes Volumen und gute Transportfähigkeit gefordert. In der Schweiz wird im militärischen Bereich unter Kochgeschirr die Gamelle verstanden.
- Doppelwandige Töpfe und Deckel werden verwendet, um Energie zu sparen.

## Entwicklungsgeschichte

### Töpfe als älteste Zivilisationsgüter
Die Verwendung von Feuer, um Lebensmittel zu garen ist mehrere 100.000 Jahre alt. Die Verwendung von Kochgeschirr zum Garen von Speisen ist dagegen erst vor 9000 bis 10.000 Jahren entwickelt worden und damit eine Entwicklung der Jungsteinzeit. Die These, dass die Verwendung von Birkenteer darauf hindeutet, dass Menschen bereits vor 120.000 Jahren Kochgeschirr nutzten, weil Birkenteer nur in einem Kochgeschirr hergestellt werden könne, gilt mittlerweile als widerlegt. Versuche haben gezeigt, dass innerhalb einer Feuerstelle ohne die Hilfe eines keramischen Gefäßes kleinere Mengen an brauchbarem Birkenpech entstehen können. Auch akeramische steinzeitliche Kulturen konnten so ausreichende Mengen von Birkenpech herstellen.
Töpfe zählen in jedem Fall zu den ältesten Zivilisationsgütern. Ihre Entwicklung ist ein wesentlicher Meilenstein in der Menschwerdung: Kochen ermöglichte eine weit größere Möglichkeit, Pflanzen als Lebensmittel zu nutzen. Viele Pflanzen, die entweder giftig oder auf Grund ihrer Struktur ungenießbar waren, solange sie roh waren, waren genießbar, wenn sie über längere Zeit gekocht wurden. Während Feuer direkt auf Lebensmittel einwirkt, sind Kochen und Braten indirekte Formen der Lebensmittelzubereitung. Kochen und Braten braucht nicht nur ein Feuer, sondern auch ein wasserdichtes und feuerbeständiges Gefäß. Die Entwicklung der ersten Kochgeschirre ist deshalb eine beachtliche intellektuelle Leistung, wobei die einzelnen Entwicklungsschritte bislang unklar sind.

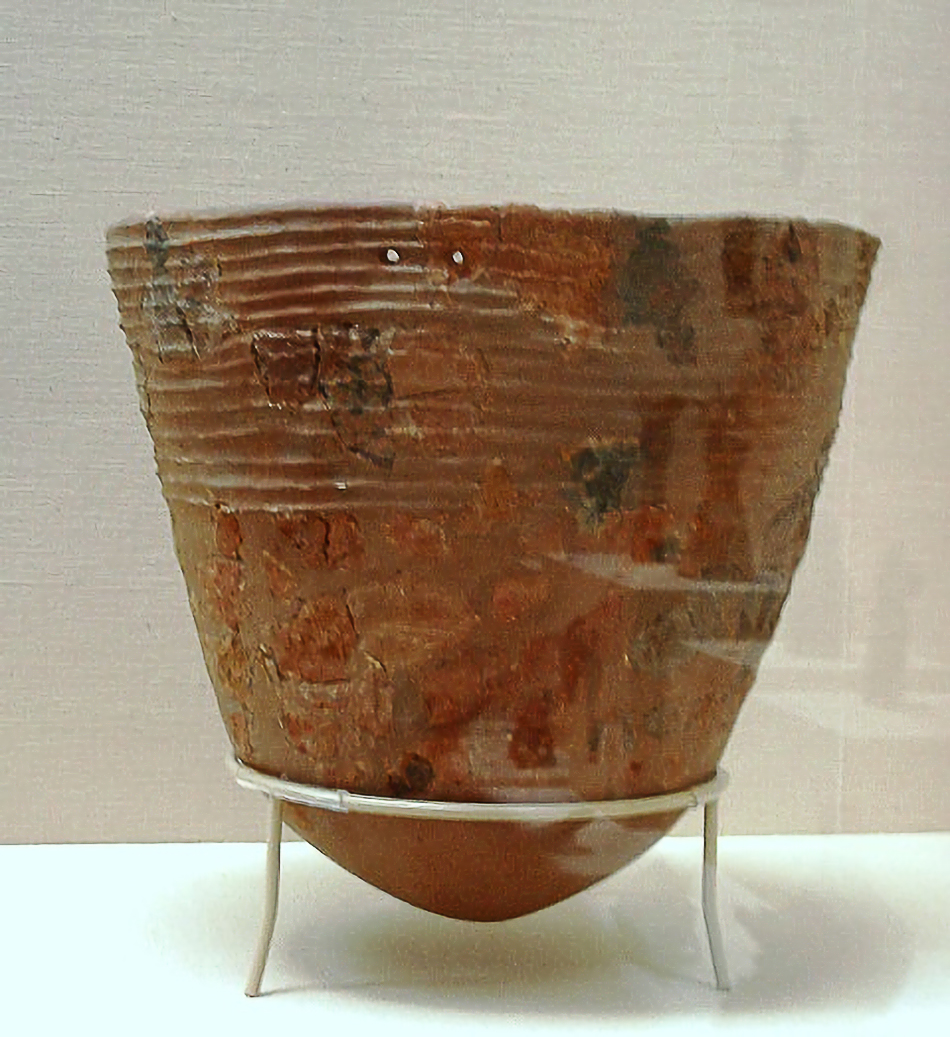
Keramik der Jōmon-Zeit, Japan. Entstanden zwischen ca. 14.000 und 8.000 v. Chr. Töpfe dieser Kultur waren vermutlich die ersten, die zum Kochen verwendet wurden

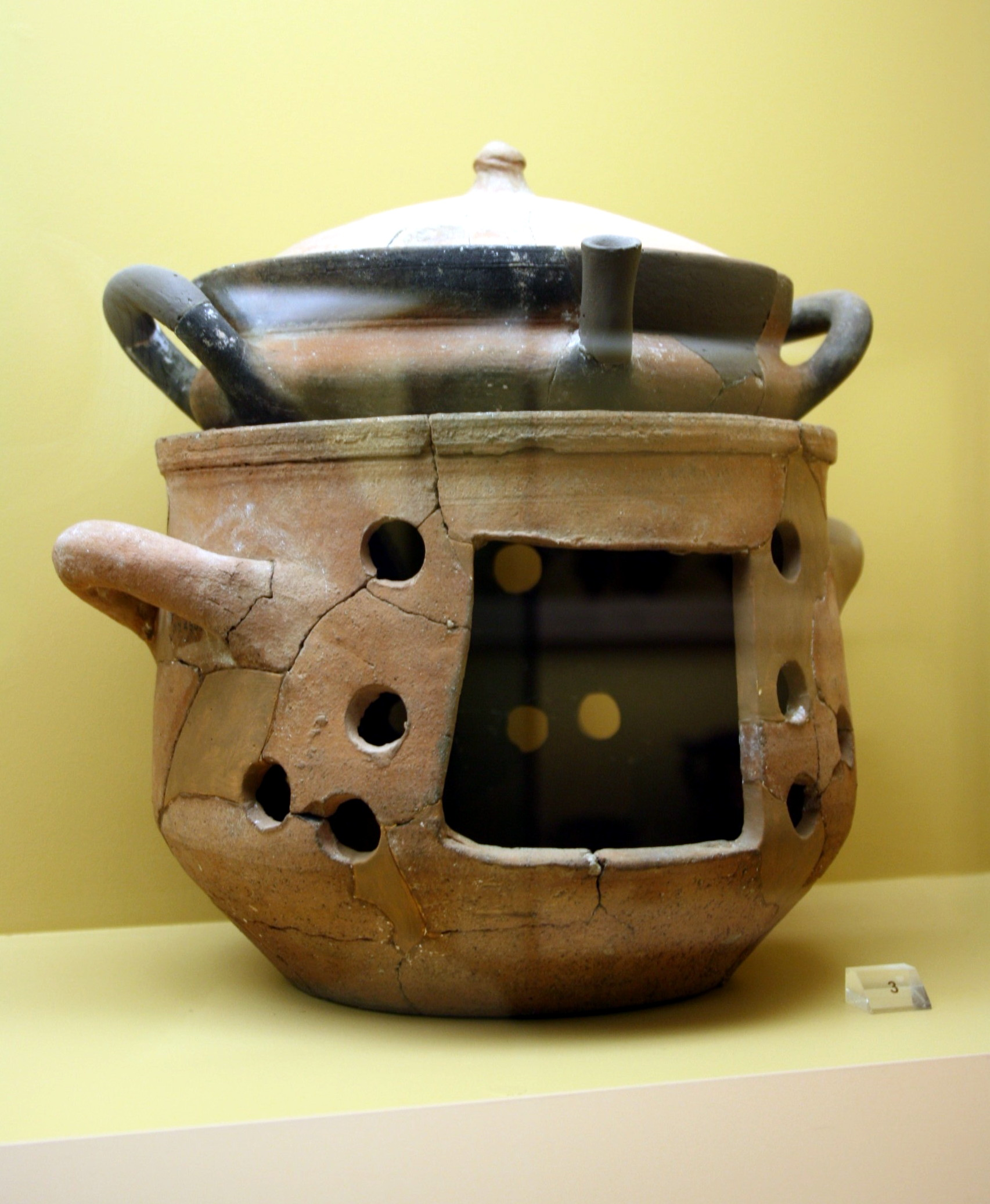
Antike griechische Kasserolle und Kohlebecken aus ca. 6. bis 4. Jahrhundert v. Chr.

Vermutlich waren Menschen, die in der Nähe von heißen Wasserquellen oder anderen geothermischen Quellen lebten, die ersten, die diese für die Zubereitung von Lebensmitteln nutzten. So nutzen beispielsweise die neuseeländischen Māori das Geothermalfeld von Whakarewarewa traditionell zum Kochen. Dabei werden Lebensmittel in leinernen Beutel in die Quellen gehängt, bis sie gekocht sind. Ähnliche Praktiken sind aus Island bekannt. Auch wenn die archäologischen Belege dafür unbefriedigend sind, kann nach Ansicht der Nahrungshistorikerin Bee Wilson davon ausgegangen werden, dass diejenigen unserer Vorfahren, die in der Nähe solcher geothermischen Wärmequellen lebten, über Jahrtausende damit experimentierten. Allerdings leben nur wenige Menschen in der Nähe solcher Quellen. Für die meisten unserer Vorfahren war nach Ansicht von Wilson die Nutzung von kochendem Wasser – welches ein Feuer ja löschen würde – nicht naheliegend. Die Entwicklung von Kochgefäßen stellt daher eine kreative Meisterleistung dar.

### Heiße Steine und Erdöfen
Der Entwicklung des Kochgeschirrs ging die Nutzung von heißen Steinen als Garmethode voraus. Viele Nahrungsmittel können direkt auf heißen Steinen gegart werden, die zuvor im Feuer erhitzt wurden. Eine Weiterentwicklung war die Verwendung von Erdöfen. Erdöfen sind Gruben, in denen Lebensmittel mit Hilfe von im Feuer erhitzten Steinen gegart werden. Sie ermöglichen schonendes, feuchtes Garen bereits vor Erfindung der Töpferei – das Zubereiten von Speisen im Erdofen gehört nach dem Grillen und Rösten weltweit zu den ältesten Kochtechniken und wird regional noch heute praktiziert, zum Beispiel in Neuguinea, Neuseeland und bei nordafrikanischen Beduinen, sowie in den Anden in der Form der Watia. Diese Form des Kochens ist mindestens 30.000 Jahre alt. Sie machte bereits den Verzehr von Wurzel- und Knollengemüse möglich. Diese Methode ist – sofern es die Nahrungsmittel erlauben – eine sehr effiziente Zubereitung. Bee Wilson verweist auf Polynesier, die die Marquesas besiedelten und dort auf Kochgeschirr aus Keramik verzichteten, nachdem sie über Jahrhunderte solches hergestellt hatten. Geeigneter Lehm auf der Insel stand zur Verfügung. Als Grund für diesen Wechsel in der Zubereitungsmethode gilt, dass die Polynesier sich auf den Marquesas überwiegend von Süßkartoffeln, Taro und Brotfrucht ernährten und diese stärkehaltigen Gemüse am besten auf heißen Steinen statt in Töpfen zubereitet werden.
Einige Anthropologen haben als Theorie vorgeschlagen, dass die Entwicklung von Kochgeschirr durch den Verzehr von Muscheln und die Nutzung ihrer Schalen inspiriert wurde. Bee Wilson hält es dagegen für wahrscheinlicher, dass unsere Vorfahren erstes Kochgeschirr aus der harten Schale verschiedener Kürbisgewächse fertigten oder ausgehöhlte Bambusstangen nutzten wie es heute noch in ganz Asien praktiziert wird. Allerdings weist sie auch darauf hin, dass beide Pflanzenfamilien nur in Teilen der Welt zur Verfügung standen. Universeller zugänglich war der Magen erjagter oder gehaltener Tiere. Der Magen ist sowohl wasserdicht und bis zu einem gewissen Punkte auch hitzebeständig. Das schottische Nationalgericht Haggis ist beispielsweise ein mit verschiedenen Zutaten gefüllter Schafsmagen, der gekocht wird. Auch verschiedene Wurstspezialitäten Europas wie beispielsweise Schwartenmagen werden in Schweinemägen gefüllt und gekocht.

### Die ersten Keramikgefäße, die zum Kochen verwendet wurden
Die ältesten bekannten Keramikgefäße stammen aus der Höhle Xianrendong in der Volksrepublik China; sie entstanden ungefähr 20.000 bis 19.000 kalibrierte Kalenderjahre vor heute (cal BP). Weit verbreitet waren sie ab 10.000 v. Chr. und finden sich zeitlich fast gleichzeitig in Südamerika, Nordafrika und während der japanischen Jōmon-Zeit. Der älteste Nachweis für eine spezielle Nutzung von Keramikgefäßen als Kochgeschirr wurde in die beginnende Jōmon-Zeit datiert, und zwar anhand von Gefäßen, die 15.000 bis 11.800 Jahre (cal BP) alt sind und zum Kochen von Meerestieren verwendet wurden. Die an Blumentöpfe erinnernden frühen Jōmon-Keramiken waren besonders geeignet für Schmoren und Dampfen.
Bee Wilson weist darauf hin, dass zwischen der Entwicklung von Keramikgefäßen und ihrer Verwendung als Kochgeschirr gleichfalls noch einmal Zeit verging. Zum einen war die Inspiration notwendig, dass diese Gefäße zum Kochen verwendet werden konnten, und zum zweiten waren die Anforderungen an solche Gefäße höher. Wurden diese Gefäße zum Kochen verwendet, mussten sie wiederholte thermische Schocks verkraften können. Als Beispiel, wie viel Zeit zwischen der Entwicklung von Keramik und ihrer Verwendung als Kochgeschirr vergehen kann, verweist Wilson auf die Funde in der Höhle von Franchthi (griechisch Φράγχθι). Diese liegt an einer Bucht gegenüber Kilada in der Argolis auf der Peloponnes (Griechenland). Sie war von der Mitte des Paläolithikums (ca. 30.000 v. Chr.) bis ca. 3000 v. Chr. in Gebrauch und stürzte dann teilweise ein. Die Scherben, die in dieser Höhle gefunden wurden, stammen aus der jüngsten Zeit, in der diese Höhle vom Menschen genutzt wurde, nämlich von 6000 bis 3000 v. Chr. Die ältesten Tonscherben, die in der Höhle gefunden wurde, weisen jedoch keinerlei Zeichen auf, dass sie jemals für die Zubereitung von Nahrungsmitteln genutzt wurden. Sie scheinen stattdessen Verwendung in einer Art religiösem Ritual gehabt zu haben. Erst die jüngsten Fragmente weisen Spuren auf, dass sie zum Kochen verwendet wurden.